# 페란티 마크 1
페란티 마크 1(Ferranti Mark 1), 맨체스터 일렉트로닉 컴퓨터(Manchester Electronic Computer), 맨체스터 페란티(Manchester Ferranti)는 세계 최초의 상용, 범용 일렉트로닉 컴퓨터였다. 맨체스터 컴퓨터의 정돈된, 상용화된 버전이었다. 최초의 기계는 1951년 2월 맨체스터 빅토리아 대학교에 전달되었으며 (공개 시연은 7월) 이후 1951년 3월 31일 미국 인구조사국에 유니박 I이 공급되었으나 이듬해 12월 말까지 전달되지는 않았다.

## 컴퓨터 음악
페라리 마크 1 명령어 집합에 포함된 것은 hoot 명령어였으며 기계가 조작에게 음성 피드백을 전달할 수 있게 하였다. 마크 1은 최초의 컴퓨터 생성 음악의 레코딩을 성취하였으며 메들리 재생에는 God Save the King, Baa Baa Black Sheep, In the Mood가 포함되었다.

## 컴퓨터 게임
1951년 11월 Dietrich Prinz 박사는 최초의 컴퓨터 게임 가운데 하나인 맨체스터 페란티 마크 1 컴퓨터용 체스 놀이 프로그램을 개발했다. 마크 1 컴퓨터의 제한으로는 체스의 전체 게임의 프로그래밍을 허용하지 못했다는 점이다. Prinz는 오직 메이트-인-투(mate-in-two) 체스 문제만을 프로그래밍할 수 있었다.

## 같이 보기
- 컴퓨터의 역사

### 내용주
1. ↑  Although it was preceded by the en:BINAC and the Z4, BINAC was not intended to be a general-purpose computer and it was never used for its intended purpose;“Description of the BINAC”, 《citing Annals of the History of Computing, Vol. 10  No. 1 1988》, 2008년 8월 4일에 원본 문서에서 보존된 문서, 2008년 7월 26일에 확인함 Z4 was en:electro-mechanical not electronic 《Dead medium: the Zuse Ziffernrechner; the V1, Z1, Z2, Z3 and Z4 program-controlled electromechanical digital computers; the death of Konrad Zuse》, 2008년 7월 26일에 확인함

### 인용
1. ↑  Lavington 1998, 25쪽
2. ↑  Tootill, Geoff (2010), 《National Life Stories an Oral History of British Science: Geoff Tootill Interviewed by Thomas Lean》 (PDF), British Library, 169 C1379/02 Track 6쪽, 2023년 5월 10일에 원본 문서 (PDF)에서 보존된 문서, 2011년 1월 30일에 확인함
3. ↑  Teuscher, Christof (2004), 《Alan Turing: Life and Legacy of a Great Thinker》, Springer Science & Business Media, 334–335쪽, ISBN 9783540200208
4. ↑  Cooper, S. Barry; Leeuwen, J. van (2013년 3월 18일). 《Alan Turing: His Work and Impact》 (영어). Elsevier. 468쪽. ISBN 9780123870124.
5. ↑    - “10. The Ferranti Computer at Manchester University, England”. 《Digital Computer Newsletter》 (영어) 3 (3): 4–5. October 1951.[깨진 링크(과거 내용 찾기)]
  - “11. The Ferranti Computer at Manchester University, England”. 《Digital Computer Newsletter》 (영어) 4 (3): 6. July 1952.[깨진 링크(과거 내용 찾기)]
6. ↑  유니박 I
7. ↑  《Manchester Mark 1 playing the first recorded computer music》, Manchester University, 2015년 11월 2일에 확인함

### 참고 자료
- Lavington, Simon (1998), 《A History of Manchester Computers》 2판, The British Computer Society, ISBN 978-1-902505-01-5
- 《The Ferranti Mark 1》, The University of Manchester, 2008, 2016년 10월 31일에 확인함
- Williams, F. C.; Kilburn, T. (2008) [1951], 《The University of Manchester Computing Machine: The Enhamced Mark 1 – From the Manchester University Computer Inaugural Conference July 1951》, The University of Manchester, 2016년 10월 31일에 확인함

## 추가 문헌
- Lavington, Simon (1980), 〈7〉, 《Early British Computers》, Manchester University Press, ISBN 0-7190-0803-4
- Williams, Michael (1997), 〈8.3.2〉, 《A History of Computing Technology》, IEEE Computer Society Press, ISBN 978-0-8186-7739-7